# 大木喬任

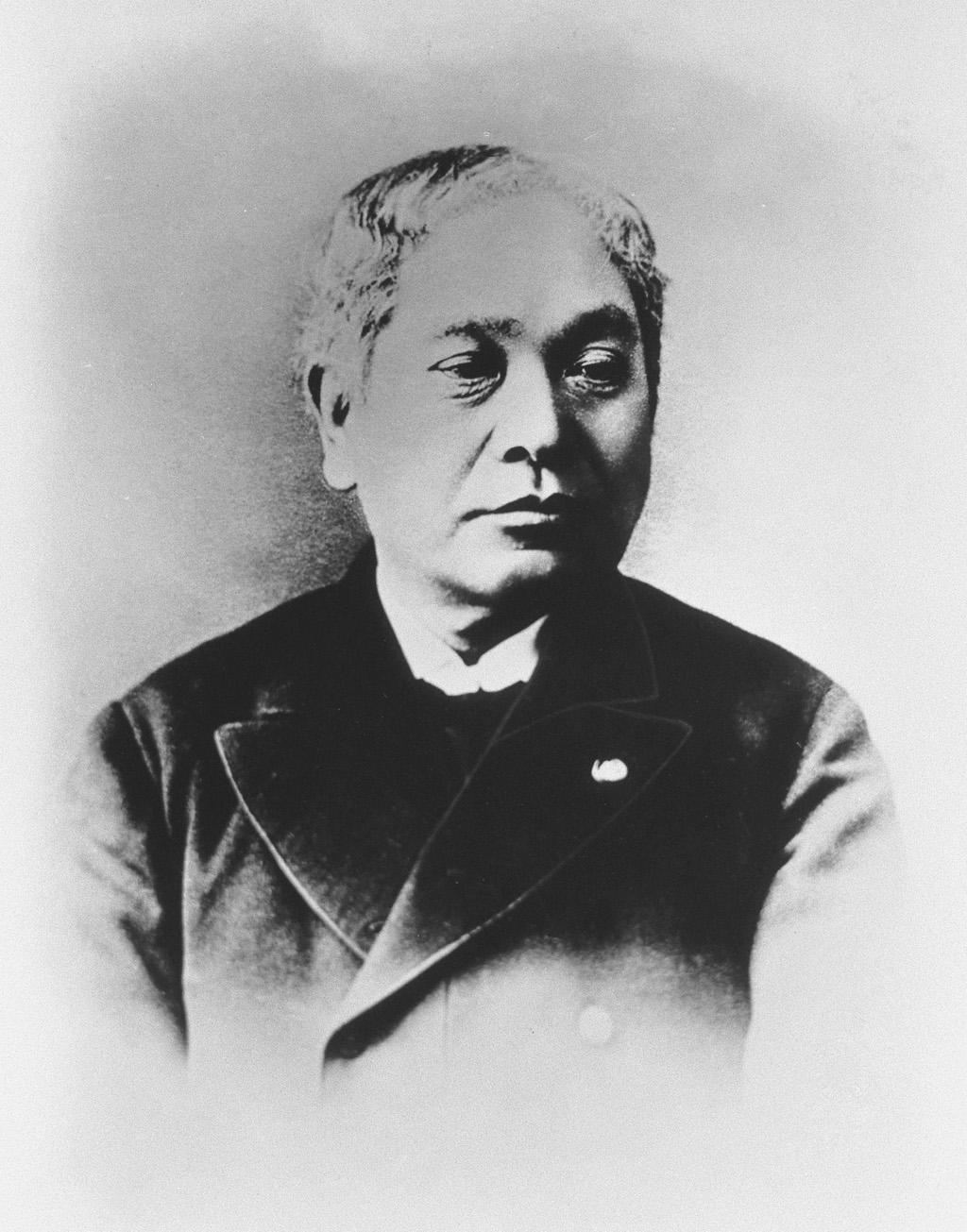
大木喬任

大木喬任（1832年—1899年）是日本佐贺藩武士、政治家、教育家。正二位勋一等伯爵。历任参议、元老院议长、枢密院议长、法相、文相等。佐賀七賢之一。

## 外部連結
- . kotobank （日语）.